# 린디스판
린디스판(영어: Lindisfarne)은 잉글랜드 북동부 노섬벌랜드주 해안에 있는 섬이다. 홀리아일랜드(영어: Holy Island, 웨일스어: Ynys Metcaud 어너스 메트카이드)라는 이름으로도 불린다. 하루에 두 번, 썰물이 되면 둑길을 통해 본토와 연결된다. 1976년 1월 5일에는 람사르 협약에 따른 습지로 등록되었다.